# ジョゼフ・メイハー
ジョゼフ・メイハー（Joseph Maher、1933年12月29日 - 1998年7月17日）は、アイルランド出身の俳優・声優である。主にアメリカで活躍していた。

## 来歴
1933年、アイルランドのウェストポートに生まれる。アイルランドにあるキリスト系の学校で勉学を積む。その後、役者として活動を始めテレビドラマや映画、舞台で活躍する。ブロードウェイデビューを果たしてから、これまで1979年、1980年、1986年にトニー賞へノミネートされた。その他、ドラマ・デスク・アワード（Drama Desk Award）にもノミネートされている。
映画への出演では、その優しそうな風貌を活かしたキャラクターを演じることが多く、ウーピー・ゴールドバーグ主演の『天使にラブ・ソングを…』では主人公をかくまう教会の司教を演じ、スティーヴ・マーティン、ゴールディ・ホーン共演のコメディリメイク映画『アウト・オブ・タウナーズ』では登場時間が短いながらも、高級ホテルに宿泊する成金の宿泊客をユーモラスに演じた。また初期の頃のティム・バートン監督のテレビドラマや短編映画にもよく顔を見せていた。
1998年、脳腫瘍のため64歳で死去。

## 出演作品

### 映画
- Finnegan's Wake (1966)
- またまたおかしな大追跡 For Pete's Sake (1974)
- Diary of the Dead (1976)
- 天国から来たチャンピオン Heaven Can Wait (1978)
- タイム・アフター・タイム Time After Time (1979)
- 暗闇からの脱出 I'm Dancing as Fast as I Can (1982)
- 地獄で眠れ The Evil That Men Do (1984)
- フランケンウィニー Frankenweeney (1984)
- ファニー・ファーム Funny Farm (1988)
- 花嫁はエイリアン My Stepmother Is an Alien (1988)
- 天使にラブ・ソングを… Sister Act (1992)
- シャドー The Shadow (1994)
- 星に想いを I.Q. (1994)
- サバイビング・ピカソ Surviving Picasso (1996)
- マーズ・アタック! Mars Attacks! (1996)
- イン&アウト In & Out (1997)
- アウト・オブ・タウナーズ The Out-of-Towners (1999)

### テレビドラマ
- マッシュ M*A*S*H (1975)
- ワンダーウーマン Wonder Woman (1978)
- フェアリーテール・シアター／『ティム・バートンのアラジンと魔法のランプ』 Faerie Tale Theatre (1986)
- アルフ Alf (1988)
- となりのサインフェルド Seinfeld (1992)
- ハリウッド・ナイトメア Tales from the Crypt (1994)
- ジェシカおばさんの事件簿 Murder, She Wrote (1994)
- シカゴ・ホープ Chicago Hope (1995, 1997)

### テレビアニメ
- バットマン Batman (1992)